# Milan Mišík
Milan Mišík (3. listopadu 1928, Skalica – 7. května 2011, Bratislava) byl slovenský geolog a vysokoškolský profesor.
Vynikal především jako odborník v mikrofaciální analýze, stratigrafii, sedimentologii, petrografii sedimentárních hornin ale i paleogeografii, všeobecné, strukturní a tektonické geologii. Největší uznání získaly jeho práce zabývající se karbonátovými horninami a exotickými slepenci.

## Život
Narodil se v učitelské rodině ve Skalici 3. listopadu 1928. Maturitu složil na gymnáziu v Bratislavě v roce 1947. Vysokoškolské studium učitelství geologie a zeměpisu ukončil v roce 1951 na Přírodovědecké fakultě Univerzity Komenského v Bratislavě, kde poté začal pracovat. Působil na Katedře geologie a paleontologie, v letech 1951-1960 jako asistent a odborný asistent u profesora Dimitrije Andrusova, později, mezi lety 1960 a 1970 jako docent.
Současně v letech 1963-1965 přednášel na univerzitě v Havaně. V období 1966 až 1970 působil jako vedoucí katedry geologie a paleontologie, přednášel regionální geologii Západních Karpat, petrografii sedimentárních hornin, geotektoniku a historickou a stratigrafickou geologii. V roce 1970 získal titul DrSc. a byl jmenován univerzitním profesorem. V letech 1981-1983 přednášel na alžírské univerzitě v Constantine. Zasloužil se o rozvoj Přírodovědecké fakulty Univerzity Komenského a rozvoj metodiky vyučování, podílel se na výchově desítek odborníků a vědeckých pracovníků. Vědecké činnosti se věnoval do vysokého věku. Poslední monografii publikoval ve věku 81 let. Zemřel 7. května 2011 v Bratislavě. Jeho pohřeb se konal 11. května v bratislavském krematoriu.

## Vědecká činnost
Svou vědeckou práci soustředil na mikrofaciální a stratigrafický výzkum mezozoika Západních Karpat, sedimentární petrografii karbonatických hornin a paleogeografický výzkum. Publikoval více než 130 odborných prací a článků, 34 popularizačních článků. Mezi jeho nejvýznamnější díla patří monografie Mikrofácie mezozoika a terciéru vápencov západných Karpát (v anglickém i slovenském jazyce), která se setkala s pozitivním mezinárodním ohlasem a položila základy moderní mikrofaciální analýzy na Slovensku.. Milan Mišík je autorem příručky Geologické exkurzie po Slovensku, byl editorem učebnice Stratigrafická a historická geológia (1985) a autorem textu o geologii Slovenska v anglické encyklopedii Encyclopedia of European and Asian regional geology (1997). V letech 2003 až 2009 se společně D. Rehákovou věnoval publikaci monografií o karbonatických horninách Západních Karpat. Byl též autorem populárně naučné knihy Štafeta vedy (1990), přibližující vědecký výzkum a vědce širší veřejnosti. Autorsky se podílel na přípravě některých geologických hesel díla Encyclopaedia Beliana.
Během své vědecké kariéry vedl početné domácí vědecké projekty VEGA a KEGA. Spolupracoval též při řešení zahraničních vědeckých projektů IGCP UNESCO.

### Významné práce
Mezi nejvýznamnější práce Milana Mišíka patří tyto monografie, učebnice resp. popularizační díla::
- Microfacies of the Mesozoic and Tertiary limestones of the West Carpathians. (1966)
- Geológia československých Karpát. In Československá vlastiveda. Díl I (ve spolupráci s Oto Fusánem a Augustínem Gorekem, 1968)
- Geologické exkurzie po Slovensku. (1976)
- Stratigrafická a historická geológia. (společně s Ivo Chlupáčem a Ivanem Cichou, 1985)
- Exotic conglomerates in flysch sequences: Examples from the West Carpathians. In: M. Rakús, J. Dercourt, A. R. M. Nairn (Editori): Evolution of the Northern margin of Tethys. (spolu s R. Marschalkem, 1988)
- Štafeta vedy. (1990)
- Slovakia. In: E. M. Moores and R. W. Fairbridge (Editori): Encyclopedia of European and Asian regional geology. (1997)
- Psefitické horniny (štrky, brekcie, zlepence) Západných Karpát. (společně s Danielou Rehákovou, 2004)
- Dolomity, dolomitizácia a dedolomitizácia v horninách Západných Karpát. (společně s D. Rehákovou, 2007)
- Vápence Slovenska – I. časť (biohermné, krinoidové, sladkovodné, ooidové a onkoidové vápence). (společně s D. Rehákovou, 2009)

## Ocenění
Za svou vědeckou práci získal četná ocenění:
- Zlatá medaile Přírodovědecké fakulty Univerzity Komenského
- Zlatou medaile Slovenské akademie věd za přírodní vědy
- Medaile Dionýze Štúra
- Medaile Jána Slávika
- Medaile Dimitrije Andrusova.